# Mainzer Dompropstei

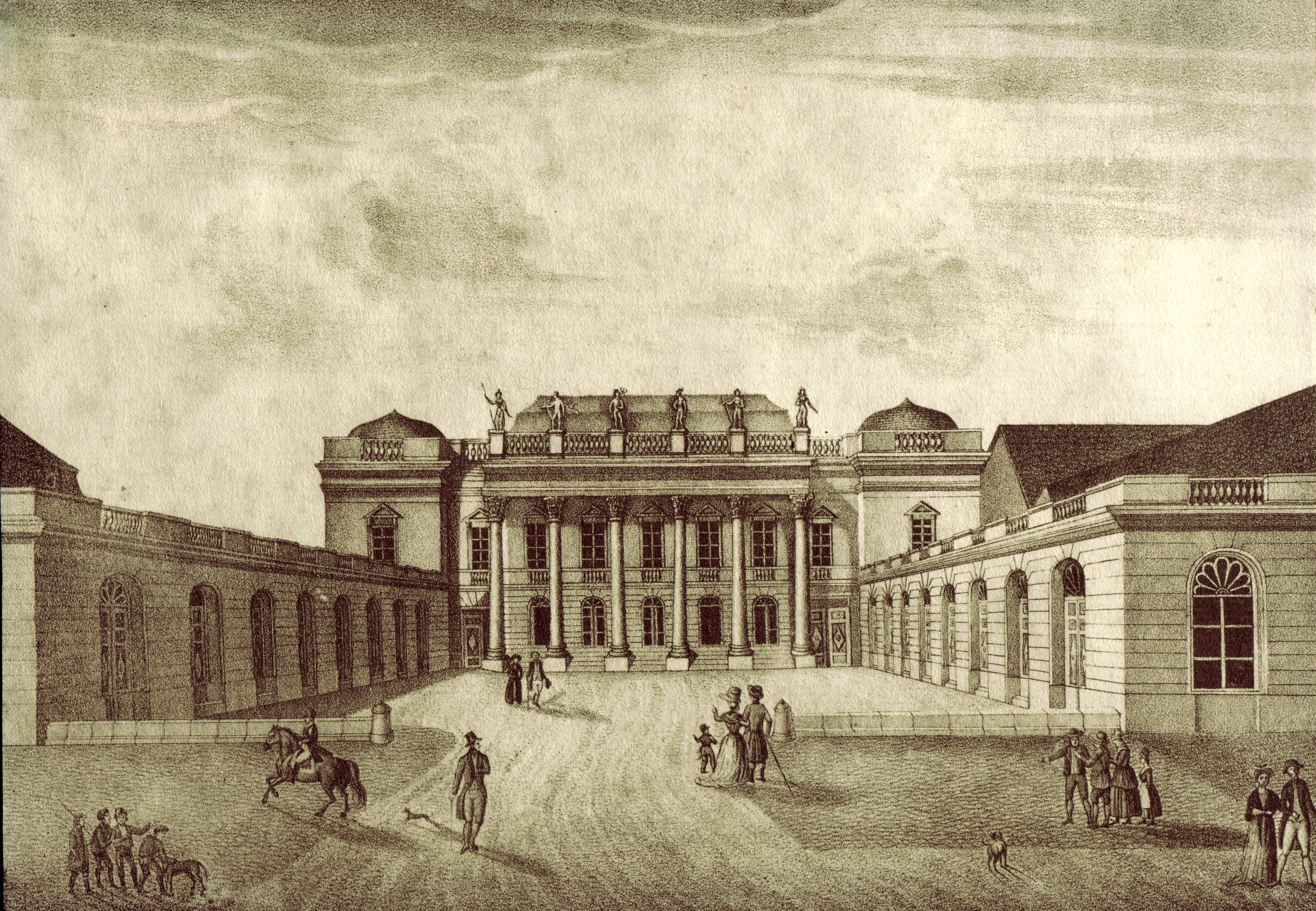
Mainzer Dompropstei nach Dionis Wasserburg, 1842

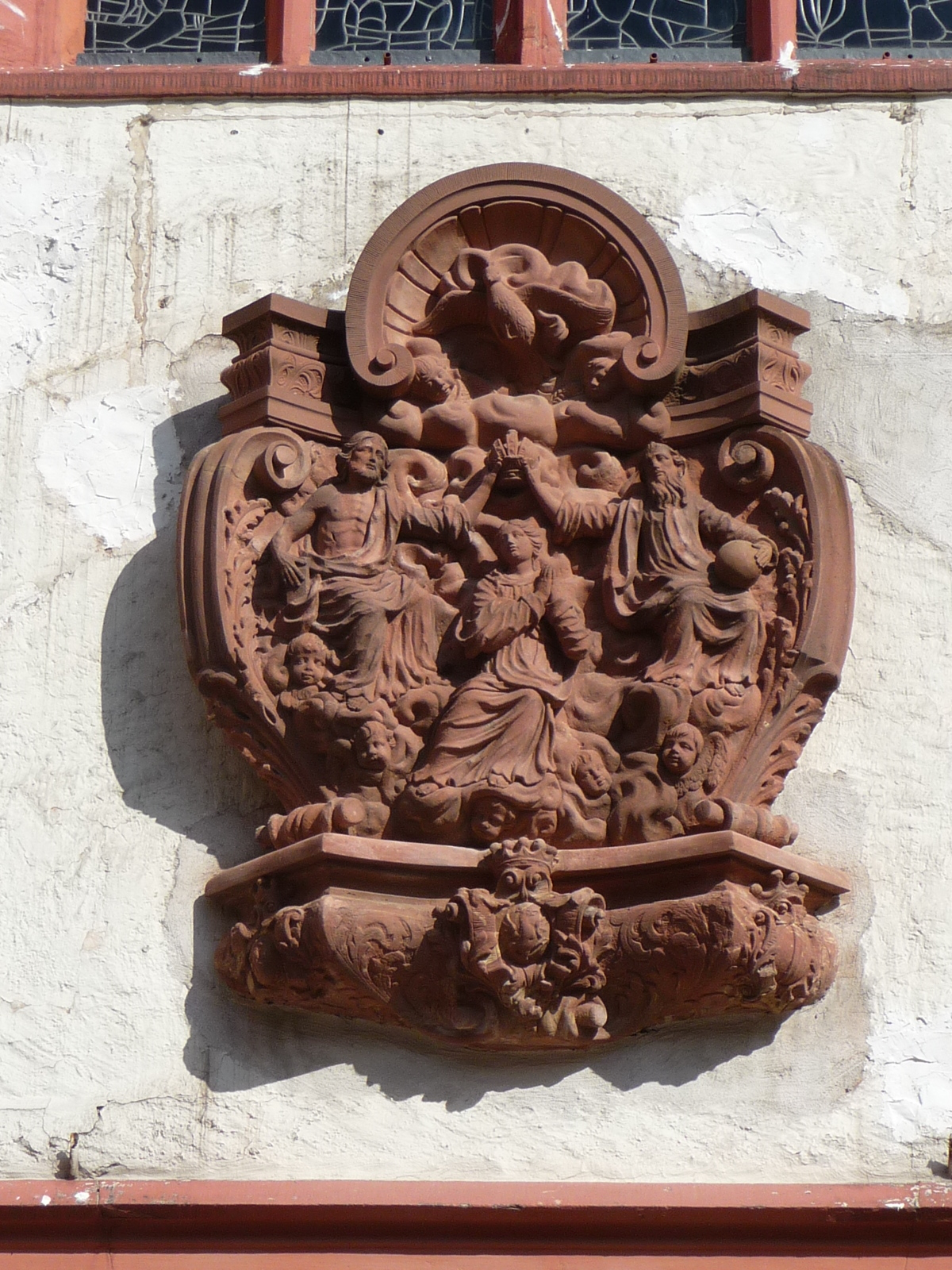
Halbrelief der Krönung Mariens über dem Hauptportal der Mainzer Karmeliterkirche. Ursprünglich als Bauzier an der Mainzer Dompropstei von 1781, nach deren Zerstörung 1793 geborgen und 1924 in der Karmeliterkirche wiedereingesetzt.

Die Mainzer Dompropstei war ein Bau des lothringischen Architekten François Ignace Mangin (1742–1807), der für Graf Damian Friedrich von der Leyen, den Propst des Mainzer Domkapitels, errichtet wurde. Die Errichtung erfolgte zwischen 1781 und 1786 kurz nach seiner Ernennung zum Dompropst, welche am 24. September 1781 stattfand. Die Propstei war der Sitz von General Adam-Philippe de Custine nach der Eroberung von Mainz im Ersten Koalitionskrieg. Das Gebäude wurde in der Nacht vom 29. auf den 30. Juni 1793 aufgrund von Beschuss preußischer Truppen durch ein Feuer zerstört. Sie stand ungefähr an der Stelle des heutigen Staatstheaters.
Joseph Gregor Lang beschrieb die Dompropstei 1789 mit den Worten :

„Dieses Gebäude ist einzigartig in seiner Art; es wurde von Graf de Van der Leyen, dem heutigen Probst, mit großem Aufwand, aber zum Teil mit freiwilligen Beiträgen des Kapitels errichtet. Dieses Gebäude hat alles, was das Auge bezaubern kann, das lange Zeit angenehm über das Ganze wandert, bevor es an einem separaten Teil stehen bleibt; man muss jedoch zugeben, dass dieser Palast nicht auf allgemeine Zustimmung stoßen konnte. Aber gibt es einen einzigen im Universum, der nicht der Kritik ausgesetzt war, was dem wahren Kenner manchmal gefällt, ist genau das, was dem scharfen Amateur missfällt. Schönheit, so heißt es, ist nur eine und hat ihre unveränderlichen Regeln; aber wer kann sagen: Das ist der Begriff, bei dem die Kunst aufhören muss? Wie viele Meisterwerke wären verloren gegangen, wenn die Flügel des Genies auf diese Weise gebrochen worden wären. Erst durch das Ausprobieren neuer Formen entsteht neue Schönheit, und ist es nicht ein Glück, dass Prinzen und reiche Männer von Zeit zu Zeit neue Phantasien haben, um die Talente von Künstlern zu beleben und zu entwickeln, die ohne diese glücklichen Versuche alle am selben Punkt bleiben würden.“

Der französische Kunsthistoriker Louis Réau schrieb zum Gebäude:

„Es ist schade, dass die Propstei in einer Ecke der Stadt versteckt ist; wie viel hätte dieses großartige Gebäude für das Äußere gewonnen, wenn es an einem freieren, regelmäßigeren und vor allem höheren Ort errichtet worden wäre. Es ist wahr, dass es für einen Fremden am Ende dieser gewundenen und engen Gassen eine sehr angenehme Überraschung ist, sich plötzlich zu Füßen dieses Palastes zu sehen, ohne es erwartet zu haben. Die Hauptfassade weist sechs Säulen korinthischer Ordnung auf, die eine große offene Galerie tragen, & jede Säule trägt außerdem eine Kolositenstatue, die vom Bildhauer Pfaff hervorragend ausgeführt wurde: dieser Baukörper hat zwei weniger erhabene Seitenflügel, die ebenfalls in italienischen Terrassen ausgeführt sind und die auf jeder Seite von 5 prächtigen Arkaden gestützt werden, die vor dem gesamten Palast einen sehr schönen Vorhof bilden, der von einem sehr soliden Gitterwerk geschlossen wird, obwohl es mit Feinheit gearbeitet wurde. Das Vestibül, das als Vorzimmer für die Dienerschaft dient, ist sehr weitläufig, es ist ein Geniestreich des Architekten, der, um die Regelmäßigkeit nicht zu stören, die Öfen im Inneren der Säulen zu verstecken wusste.
Von diesem Vestibül steigt man eine breite, gut beleuchtete & sehr bequeme Treppe hinauf, die im ersten Stock in zwei Teile geteilt ist, & führt auf der einen Seite zum herrlichen Wohnzimmer, auf der anderen Seite zu den angrenzenden Wohnungen; man kann mit der Ordnung, die in allem herrscht und der angenehmen Verteilung der Wohnungen nur zufrieden sein; überall findet man niederländische Sauberkeit, überall sind Kunst und Geschmack vereint. Das Gold, mit dem die gesamten Ornamente bedeckt sind, verleiht dem Falot, dessen 36 Säulen die Decke tragen, den größten Glanz. Zwischen jedem Säulenpaar befindet sich entweder ein vergoldeter, vier Fuß hoher Geist, der einen mit einem Kronleuchter bestückten Sockeltisch trägt, oder prächtige Mahagoniholzsessel, die mit vergoldeten Bronzen verziert und mit reichhaltigen Körben ausgestattet sind. Von diesem herrlichen Salon geht man in einen kleineren, um Kaffee zu trinken, und dann in den gewöhnlichen Speisesaal, der schlicht und doch schön ist; er ist mit einer von Januarius Zick gemalten Decke geschmückt, die die Freuden der Götter in den sieben Planeten darstellt. Statt Tapisserie gibt es vier große Bilder, sehr gut gemalt von einem Franzosen nach dem Geschmack Tischbeins; man würde sich allerdings wünschen, dass die Themen besser gewählt und einem Speiseflügel ähnlicher wären; im Allgemeinen sind sie Triller und nicht sehr angenehm. Der erste steht für den Jupiter, der Juno bestraft, der zweite für den Fall von Phaeton, der dritte für die Sintflut und der vierte für die besiegten Titanen.

Mehrere Räume, die alle gegenseitig korrespondieren, geben dieser Wohnung den größten Komfort; sie erhalten Licht von oben, dies ist eine der Kritiken, die dem Architekten gegenüber geäußert wurde. Man muss zugeben, dass diese so beleuchteten Räume auf den ersten Blick einen zu eintönigen Aspekt aufweisen und dadurch sehr wenig angenehm: Ich hätte Mühe, immer an einem so traurigen Ort zu bleiben; außerdem ist diese Art, den Tag zu empfangen, sehr unangenehm, wenn es viel & lange schneit. Diese Art, die Tage von oben zu ziehen, sollte jedoch nicht völlig abgelehnt werden, sie kann mit Vorteil für Studienbüros, Bibliotheken, & insbesondere Bildergalerien verwendet werden. In einem dieser Räume bemerkte ich ein Gemälde des alten Franck, sehr gut erhalten, das Jesus Christus beim Aufstieg auf den Kalvarienberg darstellt; es ist viel Ausdruck in der Menge des Volkes; er gab mit großer Wahrheit die Grausamkeit der Soldaten, die Traurigkeit der Frauen und die edle Sanftmut des Erlösers wieder; dieses Gemälde erinnerte mich an eines der größten Mysterien der Religion, ich hatte Schwierigkeiten, mich davon zu entfernen, so sehr hatte der Maler es verstanden, die Wahrheit in seinem Werk zu verbreiten.

Im linken Flügel, der durch den Reichtum und die Eleganz der Appartements nicht dem Hauptkörper des Gebäudes nachgibt, habe ich noch zwei Gemälde gesehen, die es durch ihre Schönheit verdienen, erwähnt zu werden; eines ist von Pietro da Cortona, auch unter dem Namen Beretini bekannt, dessen Erfindung und Ausführung ebenso erfreulich sind. Der Dompropst kaufte ihn von einigen wenigen Louis bei einer öffentlichen Versteigerung, obwohl es dort einige Kenner gab, aber keiner von ihnen erriet seine Schönheit unter dem dicken Staub, der ihn verbarg. Nachdem der Propst es sorgfältig reinigen ließ, hat man ihm bereits dreitausend Gulden angeboten, aber es wäre schade, wenn es verkauft würde. Das andere ist von Lazarini, von gleicher Größe. Es stellt die Schöpfung unserer ersten Eltern dar: man sieht auf Adams Gesicht die Dankbarkeit und die Gnaden, die er dem nackt gestellten Schöpfer für die schöne Gefährtin, die er gerade erhalten hat, schenkt. Die Figuren erscheinen so klar, dass sie aus der Leinwand herauszukommen scheinen; sie sind voller Leben; ich habe dieses großartige Gebäude nur mit Bedauern verlassen & und wünsche seinem glücklichen Besitzer, dass er sich noch lange daran erfreuen kann und den schrecklichen Moment zu sehen, in dem es notwendig sein wird, solche süßen Freuden zu verlassen.“